# Хърсовска река (защитена зона)
Хърсовска река е защитена зона от Натура 2000 по директивата за опазване на дивите птици. Обхваща скалисто суходолие на Хърсовска река, разположено в Добруджа, югоизточно от Силистра. Заема площ от 35 428,6 ha.

## Граници
На север достига до село Войново, на юг до село Безмер, като обхваща и суходолието на изток от селата Попрусаново до Средище.

## Флора
Защитената зона включва суха речна долина, където водите се губят в карстовия терен. Значителна част от суходолието, главно по хълмовете, е покрита с първични дъбови гори от цер, на места примесени с виргилиев дъб. Речното корито е обрасло със смесени гори от обикновен габър и полски клен, а на места и с вторични гори и храсталаци от келяв габър, както и изкуствени тополови насаждения. Ливадите по суходолието са обрасли с треви – белизма, луковична ливадина и други. На много места по суходолието има отделни ниски скални масиви, които в южната и северната му част се издигат до 60 – 70 m височина. Около суходолията са разположени селскостопански площи.

## Фауна
В защитената зона са установени 109 вида птици, от които 28 са вписани в Червената книга на България. Суходолието на Хърсовска река е едно от най-значимите места в страната за червения ангъч, късопръстия ястреб, черната каня, малкия креслив орел и белоопашатия мишелов, където тези видове гнездят в значителни количества. Срещат се още градинска овесарка, синявица, горска чучулига, полска бъбрица, червеногърба сврачка и челночела сврачка. Суходолието на Хърсовска река е част от западночерноморския прелетен път Виа Понтика.